# Эмо (деревня)

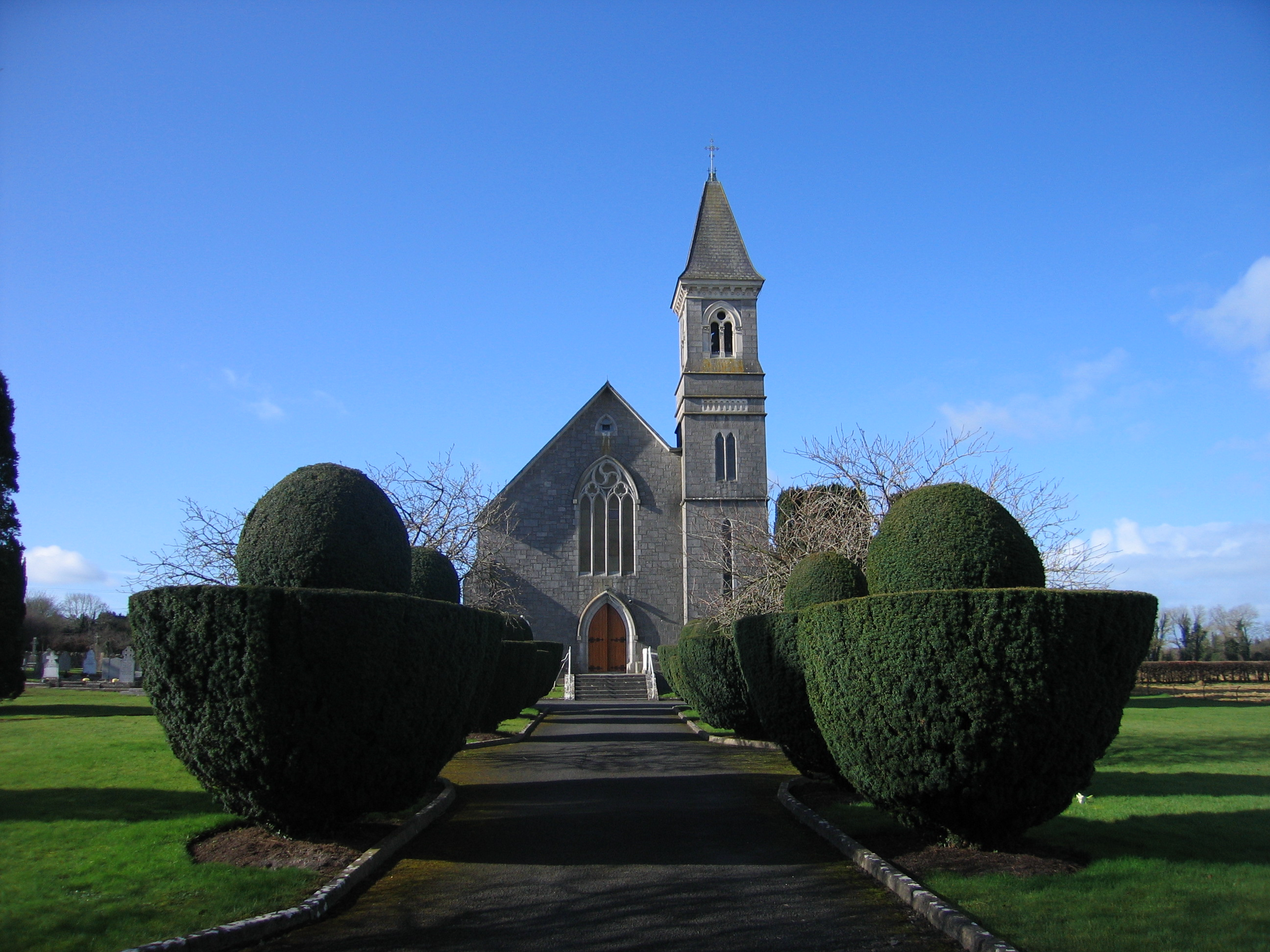
Местная католическая церковь

Эмо (англ. Emo; ирл. Ioma) — деревня в Ирландии, находится в графстве Лиишь (провинция Ленстер) у региональной трассы R422. Вблизи деревни расположен Emo Court.

## Демография
Население — 225 человек (по переписи 2006 года). В 2002 году население составляло 220 человек.
Данные переписи 2006 года:
| Общие демографические показатели |               |                               |                               |      |      |
| Всё население                    | Всё население | Изменения населения 2002—2006 | Изменения населения 2002—2006 | 2006 | 2006 |
| 2002                             | 2006          | чел.                          | %                             | муж. | жен. |
| 220                              | 225           | 5                             | 2,3                           | 110  | 115  |